# Katsuya Nakano
Katsuya Nakano (中野 克哉 Nakano Katsuya?), född 13 september 1996 i Nara prefektur, är en japansk fotbollsspelare.
Nakano började sin karriär 2019 i Kyoto Sanga FC.